# Kevin Garnett
Kevin Maurice Garnett (Greenville, Južna Karolina, 19. svibnja 1976.) američki je profesionalni košarkaš. Igra na poziciji krilnog centra, a trenutačno je član NBA momčadi Minnesota Timberwolvesa. Izabran je u 1. krugu (5. ukupno) NBA drafta 1995. od strane Minnesota Timberwolvesa. U sezoni 2003./04. odveo je 'Wolvese do finala Zapada i proglašen je najkorisnijim igračem sezone. Garnett je trinaesterostruki NBA All-Star te je devet puta biran u All-NBA momčad i jednom je proglašen obrambenim igračem godine.
Nakon dolaska u 'Wolvese, njegov utjecaj je bio odmah vidljiv što je rezultiralo nastupom u doigravanju osam sezona zaredom. Nakon dvanaest provedenih sezona u dresu 'Wolvesa, Garnett je u sezoni 2007./08. zamijenjen u Boston Celticse. Zajedno s Paulom Pierceom i Rayom Allenom oformio je takozvani "Big Three", i odveo Celticse do 17. NBA naslova preko Los Angeles Lakersa u šest utakmica. To je ujedno bio tek prvi NBA prsten u Garnettovoj dugogodišnjoj karijeri.
S američkom reprezentacijom, kao član još jednog Dream Teama, osvojio je zlatnu medalju na Olimpijskim igrama u Sydneyu 2000. godine. Garnett je također trebao nastupiti i na Olimpijskim igrama u Ateni 2004. godine, ali je taj nastup otkazao zbog već prije dogovorenog vjenčanja s dugogodišnjom djevojkom.

## Životopis

### Rani život
Garnett je rođen kao sin Shirley Garnett i O'Lewisa McCullougha, u Greenvilleu u saveznoj državi Južna Karolina. Nakon razvoda Shirley i O'Lewisa, Shirley je preuzela skrbništvo nad djecom te se kad je Garnett imao dvanaest godina, preudala i s djecom odselila u grad Mauldin u Južnoj Karolini.
Pohađajući osnovnu školu Hillcrest Middle School, Garnett se zaljubio u sport, a ponajviše u košarku. U osnovnoj školi nije igrao sve do odlaska u srednju školu. Pohađao je srednju školu Mauldin High School pune tri godine. Nakon što se u školi dogodio rasni incident, u koji Garnett nije bio uključen, izbila je svađa i tučnjava između bijelaca i crnaca u školi. Garnett je nepotrebno uhićen te je odlučio napustiti srednju školu Mauldin. Prebacio se u srednju školu Farragut Career Academy u Chicagu. Na svojoj četvrtoj i zadnjoj godini u srednjoj školi, Garnett je odveo momčad do omjera 28-2 te je proglašen najboljim srednjoškolskim igračem po izboru magazina "USA Today". Prosječno je postizao 25,2 poena, 17,9 skokova, 6,7 asistencija i 6,5 blokada po utakmici uz šut iz igre od 66,8%. Svoju srednjoškolsku karijeru završio je s nevjerojatnih 2 553 poena, 1 809 skokova i 737 blokada. Nakon završetka srednje škole, Garnett se odlučio prijaviti na NBA draft 1995. godine.

### Minnesota Timberwolves

#### Početci (od 1995. do 1997.)
Izabran je kao peti izbor NBA drafta 1995. od strane Minnesota Timberwolvesa te time postao prvi srednjoškolac izabran na draftu od 1975. godine. U Garnettovoj rookie sezoni, Timberwolvesi su bili momčad u razvoju. U svojoj prvoj sezoni u dresu 'Wolvesa Garnett je ulazio s klupe, ali je s vremenom zauzeo mjesto u prvoj petorci. Prosječno je postizao 10,4 poena, 6,3 skokova i 1,8 ukradenih lopti po utakmici te je izabran u All-Rookie drugu petorku. Međutim, Timberwolvesi su sezonu završili s manje od 30 pobjeda te su ponovno propustili doigravanje.
Glavni cilj za upravu kluba u sezoni 1996./97. bio je potpisati mladog i talentiranog razigravača Stephona Marburya. U tome su i uspjeli, a njihova zvijezda u razvoju, Garnett, prosječno je postizao 17 poena, 8 skokova, 3,1 asistencija, 2,1 blokada i 1,7 ukradenih lopti. Sezonu su završili s omjerom 40-42, te je mlada momčad Timberwolvesa po prvi puta u povijesti franšize ostvarila doigravanje. Garnett i Gugliotta ostvarili su poziv na All-Star utakmicu, a mladi Marbury se istaknuo kao vrlo dobar vođa. Međutim u prvom krugu čekali su ih Houston Rocketsi predvođeni Hakeemom Olajuwonom, Clydeom Drexlerom i Charlesom Barkleyem. Rocketsi su bili nezaustavljivi te su s lakoćom svladali Tomberwolvese rezultatom 3-0.

#### Uspjeh i doigravanje (od 1998. do 2000.)
Tijekom sezone 1997./98. Garnett je potpisao novi šestogodišnji ugovor vrijedan 126 milijuna dolara. Nakon potpisivanja stizale su kritike sa svih strana, ali unatoč tome Garnett je i dalje nastavio poboljšavati svoje statistike. Prosječno je postizao 18,5 poena, 9,6 skokova, 4,2 asistencija, 1,8 blokada i 1,7 ukradenih lopti po utakmici. Ponovno je izabran na All-Star utakmicu te je pomogao Timberwolvesima ostvariti omjer 45-37. Drugu sezonu zaredom Timberwolvesi su ispali već u prvom krugu doigravanja. Ovaj puta ispali su od Seattle SuperSonicsa predvođeni Garyem Paytonom. Nakon završetka sezone Tom Gugliotta, jedan od glavnih igrača, napustio je redove Timberwolvesa i otišao u Phoenix Sunse.
U skarćenoj sezoni 1998./99. Garnett se nametnuo kao superzvijezda i svoju momčad predvodio s prosjekom od 20,8 poena, 10,4 skokova, 4,3 asistencije i 1,8 blokada. Kao nagrada za sjajnu sezonu, Garnett je bio izabran u All-NBA treću petorku. Međutim ubrzo nije bilo više sve tako sjajno jer je Stephon Marbury napustio Timberwolvese i otišao u New Jersey Netse, unatoč opciji produženja ugovora. Timberwolvesi su dobili dvojicu solidnih igrača u zamjenu, ali ipak nisu mogli bolje od 8. mjesta na Zapadu i omjera 25-25. Timberwolvesi su ponovno poraženi u prvom krugu doigravanja, a ovaj puta jači su bili San Antonio Spursa rezultatom 3-1.
Iduće sezone Garnett je nastavio napredovati te je prosječno postizao 22,9 poena, 11,8 skokova, 5 asistencija, 1,6 blokada i 1,5 ukradenih lopti po utakmici. Također iste sezone izabran je po prvi puta u All-NBA prvu petorku. Ovaj puta s jakom momčadi Timberwolvesi su ostvarili omjer 50-31, ali i ovaj puta su ispali već u prvom krugu doigravanja od Portland Trail Blazersa rezultatom 3-1.
U sezoni 1999./00. bek šuter 'Wolvesa je poginuo u prometnoj nesreći, a NBA liga kaznila je vlasnika i upravu kluba zbog ilegalnog potpisivanja ugovora s Joeom Smithom. Međutim unatoč problemima u klubu, Garnett je uspio odvesti Timberwolvese do omjera 47-35. U prvom krugu doigravanja ponovno su se susreli sa San Antonio Spursima koji su ih i ovaj puta pobijedili rezultatom 3-1 te su tako 'Wolvesi po peti put ispali u prvom krugu doigravanja.

#### Najkorisniji igrač i vođa Timberwolvesa (od 2002. do 2004.)
U sezoni 2001./02. Garnett je i dalje sjajno igrao te je ostvario prosjek od 21,2 poena, 12,1 skokova, 5,2 asistencija, 1,6 blokada i 1,2 ukradenih lopti. Nakon završetka sezone ponovno je izabran u All-NBA drugu petorku. Međutim, 'Wolvesi su ponovno, bez većeg otpora, ispali u prvom krugu doigravanja te su od Dallas Mavericksa izgubili rezultatom 3-0.
Iduća sezone bila je jedna od najboljih u Garnettovoj karijeri. Prosječno je postizao 23 poena, 13 skokova, 6 asistencija, 1,6 blokada i 1,4 ukradenih lopti po utakmici te je ostvario novi izbor u All-NBA prvu petorku te je završio drugi u glasovanju za najkorisnijeg igrača sezone. Sezonu su završili s omjerom 51-31, ali su u prvom krugu doigravanja ispali od Los Angeles Lakersa rezultatom 4-2. To je ujedno bilo i sedmo uzastopno ispadanje Timberwolvesa u prvom krugu doigravanja.
U sezoni 2003./04. stvari su se konačno posložile. Momčad je dobila nekoliko odličnih igrača, koji su bili od velike pomoći sjajnom Garnettu. Prosječno je postizao 24,2 poena, 13,9 skokova, 5 asistencija, 2,2 blokade i 1,5 ukradenih lopti po utakmici. Timberwolvesi su sezonu završili s omjerom 58-24, a Garnett je zasluženo dobio nagradu za najkorisnijeg igrača lige. U prvom krugu doigravanja susreli su se s Denver Nuggetsima koje su savladali u pet utakmica te konačno prošli prvi krug. U drugom krugu dugo su se mučili sa Sacramento Kingsima, ali su ih ipak pobijedili u sedam utakmica i ostvarili finale Zapadne konferencije. U finalu Zapada susreli su se s Los Angeles Lakersima u nadi da će ih pobijediti i po prvi puta ostvariti NBA finale. Međutim sve je krenulo nizbrdo za 'Wolvese. Prvo se ozlijedio Sam Cassell, a rezervni razigravač također ozlijeđen nije mogao nastupiti pa su 'Wolvesi igrali tek s trećim razigravačem momčadi. Garnett zabrinut ovom situacijom, trudio se nadoknaditi izostanak te je i on ponekad igrao poziciju razigravača. Unatoč Garnettovoj želji i trudu, Lakersi su ih svladali rezultatom 4-2.

#### Neuspjeh i želja za odlaskom (od 2004. do 2007.)
U sezoni 2004./05. Garnett je izabran u All-NBA drugu petorku, ali s omjerom 44-38 Timberwolvesi nisu uspjeli osigurati doigravanje po prvi puta nakon osam godina. U sezoni 2005./06. Garnett je doživio još veće frustracije. Nakon što su Cassell i Sprewell odbili produžiti ugovor i unatoč sjajnim Garnettovim igrama, Timberwolvesi su ostvarili drugi najgori omjer nakon Garnettovog dolaska 33-49. 10. svibnja 2007. Garnett je izabran u All-NBA treću petorku. Nakon završetka sezone 2006./07. krenule su glasine o Garnettovom odlasku i zainteresiranosti mnogih klubova za njegove usluge.

### Boston Celtics

#### Uspjeh u Celticsima i osvajanje naslova (2007.-danas)
31. srpnja 2007. Garnett je mijenjan u Boston Celticse u zamjenu za Ala Jeffersona, Ryana Gomesa, Geralda Greena, Thea Ratliffa i nešto nadoplate. To je postala najveća zamjena za jednog igrača u povijesti NBA lige. Odmah nakon zamjene Garnett je potpisao trogodišnji ugovor vrijedan 60 milijuna dolara koji će vrijediti tek nakon isteka njegovog starog ugovora koji ga veže za Celticse do 2009. godine. Garnett je odabrao broj 5 jer je "njegov" broj 21 već bio umirovljen od strane Celticsa. Prvi nastup u dresu Celticsa upisao je protiv Washington Wizardsa, te je utakmicu završio s nevjerojatnih 22 poena i 20 skokova. U glasanju za igrače koji će nastupiti na All-Star utakmici 2008., Garnett je sakupio nevjerojatnih 2 399 148 glasova. Međutim Garnett nije mogao nastupiti na All-Star utakmici zbog ozljede te ga je, po odluci povjerenika Sterna, zamijenio Rasheed Wallace. 8. ožujka 2008. tijekom utakmice s Memphis Grizzliesima, Garnett je probio granicu od 20 tisuća poena, time postavši 32. igrač u povijesti NBA lige kojem je to uspjelo. 22. travnja 2008. Garnett je, po prvi puta, proglašen obrambenim igračem godine. Svojim sjajnim igrama u obrani, a i napadu uvelike je pomogao momčadi ostvariti NBA finale. U NBA finalu susreli su se sa starim rivalima Los Angeles Lakersima, predvođeni najkorisnijim igračem sezone Kobeom Bryantom. U zadnjoj i odlučujućoj šestoj utakmici serije, Garnett je postigao 26 poena i 14 skokova te svoju momčad odveo do pobjede rezultatom 131:92 i 17. NBA naslova u povijesti franšize.
U sezoni 2008./09. Garnett je upisao samo 57 nastupa zbog raznih ozljeda. Tijekom sezone prosječno je postizao 15,8 poena, 8,5 skokova i 2,5 asistencija te je 31. listopada 2008. postao najmlađi igrač koji je prešao granicu od 1 000 odigranih utakmica u karijeri. Te iste sezone izborio je još jedan, svoj dvanaesti, nastup na All-Star utakmici. 19. veljače 2009. tijekom utakmice s Utah Jazzom, Garnett je u pokušaju polaganja lopte u koš ozlijedio desno koljeno. Bio je prisiljen propustiti 14 utakmica, ali se ubrzo vratio. Nakon četiri utakmice, Garnett je odlučio otići na operaciju desnog koljena čime je morao propustiti sve utakmice doigravanja. U doigravanju Celticsi su nekako dogurali do drugog kruga, ali su, unatoč Garnettovoj srčanoj podršci s klupe, izgubili od Orlando Magica u sedam utakmica.

## Privatni život
Garnett se oženio s dugogodišnjom djevojkom Brandi Padillu. Njih dvoje vjenčali su se na privatnoj svadbi u Kaliforniji te je to bio glavni razlog Garnettovog ne nastupanja na Olimpijskim igrama u Ateni 2004. godine.

## NBA statistika

### Regularni dio
| Godina    | Klub      | Odig. uta. | Uta. poč. | Min. | 2P%  | 3P%  | Sl. bac.% | Skok. | Asist. | Ukr. lop. | Blok. | Poena |
| --------- | --------- | ---------- | --------- | ---- | ---- | ---- | --------- | ----- | ------ | --------- | ----- | ----- |
| 1995./96. | Minnesota | 80         | 43        | 28.7 | .491 | .286 | .705      | 6.3   | 1.8    | 1.1       | 1.6   | 10.4  |
| 1996./97. | Minnesota | 77         | 77        | 38.9 | .499 | .286 | .754      | 8.0   | 3.1    | 1.4       | 2.1   | 17.0  |
| 1997./98. | Minnesota | 82         | 82        | 39.3 | .491 | .188 | .738      | 9.6   | 4.2    | 1.7       | 1.8   | 18.5  |
| 1998./99. | Minnesota | 47         | 47        | 37.9 | .460 | .286 | .704      | 10.4  | 4.3    | 1.7       | 1.8   | 20.8  |
| 1999./00. | Minnesota | 81         | 81        | 40.0 | .497 | .370 | .765      | 11.8  | 5.0    | 1.5       | 1.6   | 22.9  |
| 2000./01. | Minnesota | 81         | 81        | 39.5 | .477 | .288 | .764      | 11.4  | 5.0    | 1.4       | 1.8   | 22.0  |
| 2001./02. | Minnesota | 81         | 81        | 39.2 | .470 | .319 | .801      | 12.1  | 5.2    | 1.2       | 1.6   | 21.2  |
| 2002./03. | Minnesota | 82         | 82        | 40.5 | .502 | .282 | .751      | 13.4  | 6.0    | 1.4       | 1.6   | 23.0  |
| 2003./04. | Minnesota | 82         | 82        | 39.4 | .499 | .256 | .791      | 13.9  | 5.0    | 1.5       | 2.2   | 24.2  |
| 2004./05. | Minnesota | 82         | 82        | 38.1 | .502 | .240 | .811      | 13.5  | 5.7    | 1.5       | 1.4   | 22.2  |
| 2005./06. | Minnesota | 76         | 76        | 38.9 | .526 | .267 | .810      | 12.7  | 4.1    | 1.4       | 1.4   | 21.8  |
| 2006./07. | Minnesota | 76         | 76        | 39.4 | .476 | .214 | .835      | 12.8  | 4.1    | 1.2       | 1.7   | 22.4  |
| 2007./08. | Boston    | 71         | 71        | 32.8 | .539 | .000 | .801      | 9.2   | 3.4    | 1.4       | 1.2   | 18.8  |
| 2008./09. | Boston    | 57         | 57        | 31.1 | .531 | .250 | .841      | 8.5   | 2.5    | 1.1       | 1.2   | 15.8  |
| Ukupno    |           | 1055       | 1018      | 37.6 | .496 | .283 | .782      | 11.1  | 4.3    | 1.4       | 1.6   | 20.2  |
| All-Star  |           | 11         | 9         | 23.6 | .515 | .000 | .875      | 7.0   | 3.2    | 1.5       | 0.8   | 13.6  |

### Doigravanje
| Godina    | Klub      | Odig. uta. | Uta. poč. | Min. | 2P%  | 3P%   | Sl. bac.% | Skok. | Asist. | Ukr. lop. | Blok. | Poena |
| --------- | --------- | ---------- | --------- | ---- | ---- | ----- | --------- | ----- | ------ | --------- | ----- | ----- |
| 1996./97. | Minnesota | 3          | 3         | 41.7 | .471 | 1.000 | 1.000     | 9.3   | 3.7    | 1.3       | 1.0   | 17.3  |
| 1997./98. | Minnesota | 5          | 5         | 38.8 | .480 | .000  | .778      | 9.6   | 4.0    | 0.8       | 2.4   | 15.8  |
| 1998./99. | Minnesota | 4          | 4         | 42.5 | .443 | .000  | .739      | 12.0  | 3.8    | 1.8       | 2.0   | 21.8  |
| 1999./00. | Minnesota | 4          | 4         | 42.8 | .385 | .667  | .813      | 10.8  | 8.8    | 1.2       | 0.8   | 18.8  |
| 2000./01. | Minnesota | 4          | 4         | 41.3 | .466 | .000  | .833      | 12.0  | 4.3    | 1.0       | 1.5   | 21.0  |
| 2001./02. | Minnesota | 3          | 3         | 43.3 | .429 | .500  | .719      | 18.7  | 5.0    | 1.7       | 1.7   | 24.0  |
| 2002./03. | Minnesota | 6          | 6         | 44.2 | .514 | .333  | .607      | 15.7  | 5.2    | 1.7       | 1.7   | 27.0  |
| 2003./04. | Minnesota | 18         | 18        | 43.5 | .452 | .313  | .776      | 14.6  | 5.1    | 1.3       | 2.3   | 24.3  |
| 2007./08. | Boston    | 26         | 26        | 38.0 | .495 | .250  | .810      | 10.5  | 3.3    | 1.4       | 1.1   | 20.4  |
| Ukupno    |           | 73         | 73        | 41.0 | .470 | .318  | .776      | 12.4  | 4.4    | 1.3       | 1.6   | 21.6  |

## Vanjske poveznice
- Službena stranica
- Profil na NBA.com
- Profil  Arhivirana inačica izvorne stranice od 4. travnja 2013. (Wayback Machine) na Basketball-Reference.com